# Nubians
Els nubians (en àrab نوبي, nūbī) són un grup ètnic originari del nord del Sudan i el sud d'Egipte i que avui dia habiten l'Àfrica oriental i algunes parts del nord-est d'Àfrica. El poble de Núbia, al Sudan, habita la regió entre Wadi Halfa al nord i Aldaba al sud. Els principals grups nubians, de nord a sud, són els Halfaweyen, els Sikut, els Mahas i els Dongola. Parlen diferents dialectes de la llengua nubiana.
En els temps antics els egipcis van representar els nubians amb la pell molt fosca, arracades de cèrcol a l'orella i cabells llargs trenats. Els nubians antics eren coneguts per la seva habilitat i precisió amb l'arc, tant és així que els antics egipcis es referien comunament a Núbia com a «La terra de l'arc».